# Saison 6 de Naruto Shippuden
Pour un article plus général, voir Liste des épisodes de Naruto Shippuden.
Chronologie
Saison 5 de Naruto Shippuden Saison 7 de Naruto Shippuden

## Légende des tableaux
|  | Épisodes adaptés (sans couleur d'arrière plan) |

|  | Épisodes filler (hors manga) |

Légende : Les épisodes fillers (épisodes hors série exclusifs à l'animé qui ne sont pas dans les mangas) sont surlignés en couleur.

## Saison 6
Diffusée sur TV Tokyo entre le 8 octobre 2009 et le 25 mars 2010, elle contient 25 épisodes.

Diffusée en France sur Game One entre le 2 juillet 2010 et le 25 août 2010.
| No | Titre français                     | Titre japonais       | Titre japonais                                                            | Date de 1re diffusion |
| No | Titre français                     | Kanji                | Rōmaji                                                                    | Date de 1re diffusion |
| --- | ---------------------------------- | -------------------- | ------------------------------------------------------------------------- | --------------------- |
| 129 | L'Infiltration de Jiraya           | 潜入！雨隠れの里     | Sennyū! Amegakure no sato (Infiltration ! Le village caché d'Ame)         | 8 octobre 2009        |
| [Chapitres 367 à 369] — Jiraya arrive à Ame et décide d'enlever deux ninjas pour avoir des renseignements sur Pain. |                                    |                      |                                                                           |                       |
| 130 | Amères Retrouvailles               | 神となった男         | Kami to natta otoko (L’homme qui devint Dieu)                             | 8 octobre 2009        |
| [Chapitres 370 à 374] — Jiraya continue l'interrogatoire du ninja d’Ame afin d'en savoir plus sur leur leader Pain, chef de l’Akatsuki. Ne pouvant plus rien tirer de sa victime, il régurgite Gerotora le crapaud gardien de la clé du sceau de Naruto au cas où quelque chose lui arrive. Jiraya a la prémonition que Madara Uchiwa est toujours vivant et que c’est lui qui a utilisé Kyûbi pour détruire Konoha seize années auparavant. Pendant ce temps, Naruto retrouve la trace de Sasuke grâce à ses clones et se lance à sa poursuite avec ses compagnons. Jiraya se camoufle dans l’ombre du ninja d’Ame et le contrôle pour partir à la recherche de Pain, mais est repéré par Konan qui le reconnaît et avertit Pain avant de partir pour l’attaquer ; Jiraya reconnaît son ancienne élève et la félicite pour ses techniques. Prenant l’apparence d’un ange, Konan attaque à nouveau ; après l’avoir contrée, Jiraya se remémore ses trois élèves qu’il pensait morts, Konan, Nagato et Yahiko, des orphelins de guerre rencontrés au Pays de la Pluie à qui il a enseigné le ninjutsu. À l’occasion d’un accident, Jiraya avait découvert que Nagato possédait le Rinnegan. Chikushodô, le corps de Pain qui utilise les invocations, arrive et Jiraya reconnaît le Rinnegan dans ses yeux, sans reconnaître pour autant le physique de Nagato. Chikushodô attaque Jiraya avec un crabe géant crachant des bulles ; ce dernier s’en défait, bloque son adversaire et l’interroge. Il s’aperçoit que Pain se prend pour une divinité et que son but est d’établir la paix par la souffrance en créant une arme ultime avec les démons à queues et en la prêtant aux grands pays, et tente alors de le tuer, mais Chikushodô utilise une substitution pour s’échapper, invoque un caméléon géant pouvant devenir invisible par mimétisme et se cache dans sa bouche ; Jiraya invoque Gamaken afin de gagner du temps pour passer en « mode ermite ». |                                    |                      |                                                                           |                       |
| 131 | Mode Ermite                        | 発動！仙人モード     | Hatsudō! Sennin mōdo (Activation ! Le mode ermite)                        | 15 octobre 2009       |
| [Chapitres 375-376] — Alors qu’il doit faire face à diverses invocations géantes, Jiraya se demande pourquoi Nagato, capable d’utiliser les six formes élémentaires de chakra et de maîtriser toutes les techniques, n’utilise que les invocations. Il parvient finalement à passer en mode ermite et à invoquer Fukasaku et Shima. Jiraya explique la situation aux deux grands ermites du Mont Myôboku ; Shima repère le caméléon et l’attrape, tandis que Fukusaku le coupe en deux. Jiraya se remémore la prophétie que lui a faite l’Oogama Sennin dans sa jeunesse : un de ses élèves sera l’enfant destiné à établir la paix dans le monde et Jiraya devra le guider dans cette voie, ayant à faire un jour un choix difficile ; il se demande si Nagato est cet élu et si l’heure de son choix est venue. Chikûshodo invoque Ningendô et Gakidô ; tous deux ont également le Rinnegan… |                                    |                      |                                                                           |                       |
| 132 | Rencontre avec Pain                | ペイン六道、見参     | Pain rikudō, kenzan (Les six corps de Pain, rencontre)                    | 22 octobre 2009       |
| [Chapitres 377 à 379] — Jiraya et les deux crapauds s’aperçoivent que Gakidô est capable d’absorber tous les ninjutsu et que les trois corps partagent leur vision, l’utilisant pour parer les coups de taijutsu ; s’interrogeant sur le secret de Pain et cherchant une stratégie, ils se retranchent dans les tuyaux ; dans l’impossibilité d’utiliser le ninjutsu et le taijutsu, les crapauds décident d’utiliser un chant de crapaud faisant office de genjutsu puissant. Pour lui laisser le temps d’agir, Jiraya attaque frontalement les trois corps qui finissent piégés dans l’illusion et les transperce. Pensant avoir vaincu son adversaire, Jiraya se retourne, mais subit une attaque par derrière qui lui arrache le bras gauche ; il fait maintenant face aux six corps de Pain. |                                    |                      |                                                                           |                       |
| 133 | Histoire de l'héroïque Jiraya      | 自来也豪傑物語       | Jiraiya gōketsu monogatari (La légende de l’héroïque Jiraya)              | 29 octobre 2009       |
| [Chapitres 380 à 383] — Alors que Jiraya reconnaît Yahiko parmi les six corps de Pain, il reprend l’affrontement ; il parvient à piéger un des corps et continue à s’interroger sur la nature de son adversaire. Il reconnaît, dans le corps piégé, un ninja du clan Fûma qu’il avait combattu par le passé. Shima part fournir le corps piégé et les informations récoltées à Tsunade, tandis que Jiraya retourne au combat avec Fukasaku pour découvrir le secret de Pain. Reconnaissant dans les six corps des ninjas qu’il a rencontré autrefois, il perce le secret de son adversaire, au moment où il se fait broyer la gorge par Gakidô. Alors qu’il est en train de mourir, sans pouvoir passer l’information à Fukasaku, il se remémore tous ses échecs passés, mais pensant à Naruto dont il a donné le nom et qu’il a formé, il retrouve un sursaut de vie et grave sur le dos de Fukasaku un code indiquant qui est Pain. L’ermite crapaud disparaît, tandis que Jiraya s’enfonce plus profondément dans l’eau, s'éteignant le sourire aux lèvres et en pensant au titre d’un prochain livre : « La légende de Naruto Uzumaki ». Note : cet épisode clôt l'arc du destin de Jiraya. |                                    |                      |                                                                           |                       |
| 134 | Invitation au banquet              | 宴への誘い           | Utage e no izanai (Invitation au banquet)                                 | 5 novembre 2009       |
| [Chapitre 384] — Zetsu, qui a regardé le combat, décide d’aller observer celui entre Sasuke et Itachi, tandis que Pain se prépare à aller chercher Naruto. Pendant ce temps, Sasuke et ses trois compagnons se dirigent vers le repaire des Uchiwa, mais Kisame leur barre la route et leur annonce qu’Itachi préfère rencontrer son frère en tête-à-tête. Sasuke va seul à la rencontre d’Itachi ; pour faire passer le temps, Suigetsu affronte Kisame. Alors que Naruto et ses amis sont retenus par Tobi, la confrontation entre les deux frères débute. Note : cet épisode débute l'arc majeur de la vengeance de Sasuke et l'arc mineur d’Itachi contre Sasuke. |                                    |                      |                                                                           |                       |
| 135 | Le Moment tant attendu…            | 長き時間の中で…      | Nagaki jikan no naka de…                                                  | 19 novembre 2009      |
| [Chapitres 383 à 385] — L'épisode est un flash back sur la vie d'Itachi, comment il a massacré les membres de son clan, et comment il a pu atteindre le secret du « Kaléidoscope hypnotique du Sharingan ». Sasuke et Itachi commencent leur combat par une série d’illusions. Sasuke aimerait savoir qui est le troisième survivant des Uchiwa, possédant le « Kaléidoscope hypnotique du Sharingan », pensant qu’il a aidé Itachi à supprimer le reste du clan Uchiwa. |                                    |                      |                                                                           |                       |
| 136 | L’Ombre et la Lumière du Sharingan | 万華鏡写輪眼の光と闇 | Mangekyō Sharingan no hikari to yami (L’ombre et la Lumière du Sharingan) | 19 novembre 2009      |
| [Chapitres 386-387] — Itachi lui révèle qu’il s’agit de Madara, son complice et maître, seul homme à avoir découvert le secret ultime du Sharingan l’ayant rendu invincible et immortel : dans sa jeunesse, il a volé les yeux de son frère, ayant également développé le Kaléidoscope hypnotique du Sharingan, et découvert le « Kaléidoscope hypnotique éternel du Sharingan ». À la tête du clan Uchiwa et s’alliant au clan Senju de la forêt, ils ont fondé Konoha. Après une dispute avec le premier Hokage Hashirama Senju, il a quitté Konoha et fondé Akatsuki. Itachi explique à Sasuke qu’il l’a laissé en vie pour pouvoir obtenir un jour ses yeux, et lui donne l’illusion qu’il les lui arrache. |                                    |                      |                                                                           |                       |
| 137 | La Lumière céleste                 | 天照                 | Amaterasu (La lumière céleste)                                            | 26 novembre 2009      |
| [Chapitres 388 à 390] — Sasuke parvient à briser le genjutsu en combinant son Sharingan à la puissance du sceau maudit d’Orochimaru ; les deux frères commencent alors un duel de ninjutsu. Pour surpasser la boule de feu de Sasuke, Itachi utilise la « Lumière céleste ». |                                    |                      |                                                                           |                       |
| 138 | Conclusion                         | 終焉                 | Shūen (Mort)                                                              | 3 décembre 2009       |
| [Chapitres 391 à 393] — Sasuke utilise sa technique ultime « La girafe » afin de frapper Itachi. Ce dernier utilise la 3e technique de son « Kaléidoscope hypnotique du Sharingan » nommée « Susanô » afin de se protéger. Orochimaru est libéré du corps de Sasuke sous la forme d'un serpent octocéphale, mais est scellé par Itachi qui meurt d'épuisement avant de profiter de sa victoire. Note : cet épisode clôt l'arc mineur d’Itachi contre Sasuke. |                                    |                      |                                                                           |                       |
| 139 | Le Mystère de Tobi                 | トビの謎             | Tobi no nazo (Le mystère de Tobi)                                         | 10 décembre 2009      |
| [Chapitres 394 à 397] — Sasuke s'évanouit, son combat contre Itachi terminé. Naruto et les autres ninjas de Konoha veulent le rejoindre, mais Tobi leur barre le chemin. Zetsu vient annoncer la victoire de Sasuke, et les deux ninjas d'Akatsuki disparaissent. Quand Naruto et ses amis arrivent enfin sur place pour récupérer Sasuke, il n'y a plus personne. Lorsque ce dernier reprend conscience, il se retrouve dans un repaire d'Akatsuki avec Tobi, qui se révèle à lui comme étant Madara Uchiwa. Sasuke se rend compte qu'Itachi lui a implanté sa technique Amaterasu qui attaque Madara indépendamment de sa volonté, lorsque ce dernier tente d'enlever son masque. Madara lui révèle qu'Itachi voulait ainsi le protéger. Note : cet épisode débute l'arc mineur des révélations de Madara. |                                    |                      |                                                                           |                       |
| 140 | Fatalité                           | 因縁                 | Innen (Fatalité)                                                          | 17 décembre 2009      |
| [Chapitres 398 à 400] — Madara explique d'abord à Sasuke qu'Itachi lui a transmis ses pouvoirs, par peur que ce dernier et lui se rencontrent un jour. Il lui apprend aussi que Danzô, Hiruzen Sarutobi, Homura et Koharu connaissent également la vérité au sujet de son frère aîné, puis lui fait raviver les souvenirs de son enfance. Après l'avoir attaché, Madara révèle à Sasuke que le massacre du clan perpétré par Itachi, était une mission confiée par les dirigeants de Konoha, puis lui raconte l'histoire de l'origine de la création de Konoha, il a 80 ans, jusqu'au moment où Itachi devint un espion au sein de son clan, pour le compte du village. |                                    |                      |                                                                           |                       |
| 141 | Vérité                             | 真実                 | Shinjitsu (Vérité)                                                        | 24 décembre 2009      |
| [Chapitres 400 à 402] — Madara continue de raconter son histoire à Sasuke et lui apprend certaines choses au sujet d'Itachi. Son frère aîné n'avait que 4 ans, lorsque la 3e grande guerre ninja a eu lieu. En voyant des cadavres autour de lui, il en a été traumatisé, est devenu un pacifiste convaincu et a toujours fait passer l'intérêt du village avant tout. En accomplissant sa mission, Itachi ne peut pas se résoudre à éliminer son frère cadet, car sa vie était plus précieuse que le village tout entier. Après avoir appris la vérité sur son frère aîné, Sasuke renomme son équipe Taka (鷹, litt. « faucon ») et annonce son nouveau but : détruire Konoha. Son « Kaléidoscope hypnotique du Sharingan » (mangekyō sharingan) s’active. Note : cet épisode clôt l'arc mineur des révélations de Madara et l'arc majeur de la vengeance de Sasuke. |                                    |                      |                                                                           |                       |
| 142 | La Bataille d'Unraikyô             | 雲雷峡の闘い         | Unraikyō no tatakai (Bataille dans les Gorges des Nuages tonnants)        | 7 janvier 2010        |
| [Chapitres 403 à 411] — Sasuke et son groupe Taka rejoignent l'Akatsuki et Madara leur demande de capturer Hachibi. Peu après, ils affrontent Killer Bee. |                                    |                      |                                                                           |                       |
| 143 | Hachibi contre Sasuke              | 「八尾」対「サスケ」 | "Hachibi" tai "Sasuke" (Hachibi contre Sasuke)                            | 14 janvier 2010       |
| [Chapitres 411 à 415] — Sasuke et son groupe Taka sont en difficulté face à Killer Bee. Après avoir manqué de mourir 2 fois, Sasuke est sauvé par ses camarades. Killer Bee prend la forme de Hachibi. Sasuke déclenche Amaterasu qui vient à bout du démon à 8 queues. Ils emportent alors le corps de Killer Bee inconscient. |                                    |                      |                                                                           |                       |
| 144 | Le Vagabond                        | 風来坊               | Fūraibō (Le vagabond)                                                     | 21 janvier 2010       |
| Quatre bandits attaquent le mont Katsuragi abritant Hotaru, l'héritière d'une technique interdite créée par son grand-père Enno Gyoja, son serviteur, et Utakata, un vagabond ayant sauvé la jeune fille par le passé et utilisant des techniques à base de bulles de savon. Un ancien accord secret entre Konoha et le village de Hotaru pousse Tsunade à donner l'ordre à l'équipe 7, menée par Yamato, de partir en direction du mont Katsuragi afin d'aider les assiégés. Ils n'y trouvent que le serviteur dans un mauvais état d'avoir couvert la fuite des deux jeunes gens. L'équipe 7 rattrape les fuyards dans le but de les escorter jusqu'au village caché de Hotaru, mais Naruto attaque Utakata, pensant que ce dernier voulait du mal à Hotaru. Après la dissipation du malentendu, Utakata laisse la jeune fille aux mains des ninjas de Konoha et s'envole dans une bulle de savon. Note : cet épisode débute l'arc filler de Rokubi. |                                    |                      |                                                                           |                       |
| 145 | L’Héritière                        | 禁術の継承者         | Kinjutsu no keishōsha (L’héritière de la technique interdite)             | 28 janvier 2010       |
| Utakata se souvient de Hotaru voulant faire de lui son maître et affronte les bandits. Pendant ce temps, Hotaru se rend à son village accompagnée de l'équipe 7. |                                    |                      |                                                                           |                       |
| 146 | La Volonté de l'héritière          | 継承者の想い         | Keishōsha no omoi (La volonté de l'héritière)                             | 4 février 2010        |
| L'équipe 7, inquiète pour Hotaru, retourne au village de Tsuchigumo. Pendant ce temps, les bandits attaquent Hotaru pour lui voler la technique interdite ; Utakata intervient et parvient à s'enfuir avec elle. Hotaru montre son secret à Utakata, mais ils sont attaqués par des oinin de Kiri. Naruto, Saï et Yamato interviennent. |                                    |                      |                                                                           |                       |
| 147 | Le Passé du déserteur              | 抜け忍の過去         | Nukenin no kako (Le passé du déserteur)                                   | 11 février 2010       |
| Le chef ANBU de Kiri qui dirige les oinin intervient et discute pour trouver un arrangement avec Yamato et Utakata : Utakata restera sous la surveillance de l'équipe 7 jusqu'à ce que Hotaru soit en sécurité. En privé, le chef ANBU demande à Utakata de revenir de lui-même au village, qui a changé ; mais Utakata pense que le village va l'exécuter car il a tué son maître qui selon lui voulait sa mort. Ils retournent au Mont Katsuragi pour rejoindre Tonbei et Sakura. En chemin, Naruto découvre également le secret de Hotaru : la technique interdite est incrustée dans son dos. |                                    |                      |                                                                           |                       |
| 148 | L’Héritage des ténèbres            | 闇の後継者           | Yami no kōkeisha (L'héritière des ténèbres)                               | 18 février 2010       |
| Tonbei s'inquiète car le clan Tsuchigumo n'a plus la force de protéger la technique interdite ; ils n'ont d'autre choix que de la détruire. Pendant ce temps, Naruto recherche Shiranami, le fils du premier élève d'Enno Gyoja, et supposé être d'après Hotaru le dernier capable de maîtriser la technique interdite… Celui-ci se trouve être le commanditaire des bandits. Utakata souhaite parler aux oinin de Kiri à nouveau, et part à leur recherche. Ces derniers le repèrent, mais sont attaqués par une invocation de Pain. |                                    |                      |                                                                           |                       |
| 149 | Séparation                         | 別離                 | Betsuri (Séparation)                                                      | 25 février 2010       |
| Naruto se fait piéger par les bandits et Shiranami. Ce dernier part à la rencontre de Hotaru et l'attire dans un piège. Utakata libère Naruto et ils suivent la trace des bandits jusqu'au village de Tsuchigumo. Les villageois sont tous sous l'emprise d'une technique de sceau de Shiranami et les attaquent. Saï les retrouve, et le reste de l'équipe 7 intervient. Tandis qu'ils s'occupent des villageois et des bandits, Naruto et Utakata partent sauver Hotaru, prisonnière du rituel qu'a débuté Shiranami pour extraire la technique interdite : il est à la recherche de celle-ci depuis qu'il a tué son père dans l'espoir de la récupérer. |                                    |                      |                                                                           |                       |
| 150 | La Technique interdite             | 禁術発動             | Kinjutsu hatsudō (Déclenchement de la technique interdite)                | 4 mars 2010           |
| Naruto et Utakata arrivent sur les lieux du rituel. Shiranami leur explique qu'il compte dominer le monde grâce à la technique interdite, qui consiste à accumuler le chakra de l'atmosphère pour provoquer une énorme explosion ; il compte conserver et utiliser Hotaru en tant qu’« outil » pour cela. Pendant ce temps, le reste de l'équipe 7 poursuit son combat contre les bandits et les villageois. Naruto et Utakata, utilisant la puissance de leurs bijū, se libèrent de la technique de sceau que Shiranami a utilisé pour les contrôler et attaquent ce dernier, qui déclenche la technique interdite. |                                    |                      |                                                                           |                       |
| 151 | Maître et Élève                    | 師弟                 | Shitei (Le maître et l’élève)                                             | 11 mars 2010          |
| Naruto et Utakata survivent à l'explosion et mettent en fuite Shiranami. Naruto poursuit ce dernier et le neutralise avec l’« Orbe tourbillonnant ». Pendant ce temps, la technique interdite devient incontrôlable et Hotaru s'apprête à faire exploser tout le village et les alentours. Utakata perçoit l'importance qu'il a pour Hotaru et accepte de devenir son maître ; grâce à la puissance de Rokubi, il parvient à absorber l'explosion : la technique interdite est détruite. Le village reconnaissant accepte la jeune fille, et l'équipe 7 rentre à Konoha sa mission accomplie. Pour leur demander l'autorisation de former Hotaru, Utakata recherche les oinin de Kiri, mais ne retrouve qu'un masque ensanglanté. Pain survient et le capture sous un éboulement… Utakata envoie des bulles vers Hotaru en signe d'adieu. Note : cet épisode clôt l'arc filler de Rokubi. |                                    |                      |                                                                           |                       |
| 152 | Une sombre nouvelle                | 悲報                 | Hihō (Triste nouvelle)                                                    | 25 mars 2010          |
| [Chapitres 404-405] — Akatsuki termine le scellage de Rokubi. Déjà rentré chez lui, Naruto se remémore sa discussion avec Itachi, que fera-t-il si Sasuke cherchait à se révolter contre Konoha? Naruto, cherchera-t-il à le sauver ou le tuer ? Quel choix fera-t-il entre Sasuke et Konoha? Pour Naruto, tout est clair, il protègera Konoha et arrêtera Sasuke sans avoir besoin de le tuer, il doit suivre son nindô, sur ces paroles, Itachi lui donne une partie de ses pouvoirs. Kakashi lui demande d'aller dans le bureau de Tsunade où Fukusaku, un des crapauds ermites, lui apprend la mort de Jiraya. Il montre le code laissé par Jiraya, pensant que Naruto est l'enfant de la prophétie. Pendant ce temps, l'équipe Taka ramène Hachibi à Madara. Ce dernier se remémore sa discussion avec Sasuke lorsqu’il lui a demandé ce qu’il comptait faire après avoir appris la vérité sur son frère. Bien que devant Taka, il affirme ne vouloir que se venger des hauts dirigeants de Konoha, Sasuke est déterminé à détruire complètement le village tout entier, et d'éliminer aussi tous les habitants de Konoha, qu'il considère comme coupable de la paix apportée par le sacrifice d'Itachi. Note : cet épisode débute l'arc majeur de l'art ermite et du secret de Pain, et l'arc mineur du déchiffrage du code. |                                    |                      |                                                                           |                       |
| 153 | Dans l'ombre du maître             | 師の影を追って       | Shi no kage o otte (Dans l'ombre du maître)                               | 25 mars 2010          |
| [Chapitres 405-406] — Après avoir appris la mort de son maître et parrain, Naruto s'isole et se laisse tourmenter par les souvenirs des moments passés avec lui. Fukasaku apporte également deux éléments laissés par Jiraya, à Tsunade : un ninja d'Ame capturé et le corps d'un des avatars de Pain, Chikishodô. En route pour rentrer chez lui, Naruto croise Iruka qui veut l'inviter à dîner chez Ichiraku, mais il décline son offre. Tsunade s'isole, à son tour, et pleure la mort de son camarade. Plus tard dans la nuit, Iruka rejoint Naruto pour le réconforter, après avoir appris la mort de Jiraya. Le lendemain, c'est au tour de Shikamaru de remettre Naruto d'aplomb. Accompagné de ce dernier, il rend visite à Kurenaï, enceinte, ce que son compagnon de route découvre. Shikamaru remonte le moral de Naruto, qui retrouve confiance en lui. |                                    |                      |                                                                           |                       |